# Cesena Football Club
Maillots
Actualités
Le Cesena Football Club est un club italien de football. Il est basé à Cesena dans la Province de Forlì-Cesena. Le club se déclare en faillite en 2018 et repart sous le nom Cesena FC en D4. Il joue en Serie B (D2) pour la saison 2024-2025.

## Historique
- 1940 : fondation du club sous le nom d'Associazione Calcio Cesena.
- 1968 : champion de Serie C et première accession à la Serie B.
- 1973 : promotion en Serie A.
- 1976 : première et seule participation à une coupe d'Europe : élimination dès le 1er tour de la coupe UEFA par le FC Magdebourg (RDA) en fin de saison le club est relégué en Serie B.
- 1981 à 1983 : Retour en Serie A
- 1988 à 1991 : Quatre saisons successives en Serie A
- 1997 : Relégation en Serie C, la troisième division, puis remontée en fin de saison
- 2010 : Montée en Serie A après 19 ans d'absence, mais nouvelle relégation en 2012
- 2014 : Retour en Serie A, malgré les difficultés financières
- 2018 : Le club se déclare en faillite

## Palmarès et résultats

### Palmarès
- Championnat de Serie B :
  - Vice-champion : 1973, 1981 (ex æquo avec le Genoa CFC) et 2010

- Championnat de Serie C / Serie C1 / Lega Pro :
  - Champion : 1968, 1998, 2009 et 2024

- Championnat de Serie D :
  - Champion : 1960

- Coupe d'Italie de Serie C :
  - Vainqueur : 2004
  - Finaliste : 1998

### Records individuels
|   | Nom                  | Matchs | Dates                           |
| - | -------------------- | ------ | ------------------------------- |
| 1 | Giampiero Ceccarelli | 591    | 1966-1985                       |
| 2 | Adriano Piraccini    | 427    | 1978-1984, 1988-1996            |
| 3 | Gianluca Leoni       | 256    | 1982-1995                       |
| 4 | Emiliano Salvetti    | 236    | 1992-1994, 1996-1999, 2004-2008 |
| 5 | Roberto Biserni      | 216    | 1996-1998, 2000, 2002-2009      |

|   | Nom               | Buts | Dates                           |
| - | ----------------- | ---- | ------------------------------- |
| 1 | Dario Hübner      | 77   | 1992-1997                       |
| 2 | Massimo Agostini  | 67   | 1983-1986, 1988-1990, 1996-1998 |
| 3 | Emiliano Salvetti | 44   | 1992-1994, 1996-1999, 2004-2008 |
| 4 | Giancarlo Magnani | 42   | ?                               |
| 5 | Renato Ronconi    | 38   | 1955-1958, 1966-1967            |

## Identité du club

### Changements de noms
- 1940-2018 : Associazione Calcio Cesena
- 2018-2019 : Romagna Centro Cesena
- 2019- : Cesena Football Club

### Logo

Logo de 2005 à 2018

Le symbole de l'AC Cesena est un bouclier samnite ancien décoré de fines rayures blanches avec un cheval de mer noire au centre.

### Hymne
Le premier hymne du club est Forza Cesena, écrit par Primino Partisani sur une musique de Vittorio Borghesi en 1968 après la première promotion en Serie B.

## Personnalités du club

### Présidents
Le tableau suivant présente la liste des entraîneurs du club depuis 1940.
| Rang | Nom             | Période   |
| ---- | --------------- | --------- |
| 1    | Alberto Rognoni | 1940-1964 |
| 2    | Dino Manuzzi    | 1964-1980 |
| 3    | Edmeo Lugaresi  | 1980-2002 |

| Rang | Nom              | Période   |
| ---- | ---------------- | --------- |
| 4    | Giorgio Lugaresi | 2002-2007 |
| 5    | Igor Campedelli  | 2007-2013 |
| 6    | Augusto Balestra | 2013      |

| Rang | Nom                        | Période   |
| ---- | -------------------------- | --------- |
| 7    | Giorgio Lugaresi           | 2013-2018 |
| 8    | Corrado Augusto Patrignani | 2018-     |

### Anciens joueurs
- Massimo Agostini
- Massimo Ambrosini
- Marco Ballotta
- Alessandro Bianchi
- Davide Biondini
- Emiliano Bonazzoli
- Erjon Bogdani
- Massimo Bonini
- Igor Budan
- Antonio Candreva
- Simone Del Nero
- Germán Denis
- Vladislav Đukić
- Valerio Fiori
- Alberto Fontana
- Ivan Franceschini
- Enzo Gambaro
- Abdelkader Ghezzal
- Emanuele Giaccherini
- Dario Hübner
- Vincenzo Iaquinta
- Luis Jiménez
- Davor Jozić
- Hugo Almeida
- Jorge Andrés Martínez
- Adrian Mutu
- Papa Waigo N'Diaye
- Yūto Nagatomo
- Daniel Pancu
- Nicola Pozzi
- Michelangelo Rampulla
- Ruggiero Rizzitelli
- Sebastiano Rossi
- Walter Schachner
- Silas
- Luigi Turci
- Emiliano Viviano
- Daniele Zoratto